# تأريخ معركة فرنسا

Diagram of the Maginot Line

يصف تأريخ معركة فرنسا كيف أوضح المؤرخون وغيرهم النصر الألماني على القوات الفرنسية والبريطانية في معركة فرنسا.  وجد الكثير من الناس في عام 1940 سقوط فرنسا غير متوقع ويهز الأرض. يلاحظ ألكساندر أن بلجيكا وهولندا سقطتا بيد الجيش الألماني في غضون أيام وأن البريطانيين سرعان ما تم إعادتهم إلى الجزر البريطانية،

## تعليق معاصر
أثناء هزيمة الجيوش الفرنسية، لجأت الحكومة إلى المحاربين المسنين من الحرب العالمية الأولى. في وقت شعر الكثير من المدنيين أن هناك مؤامرة شريرة على قدم وساق، ألقى هؤلاء القادة الجدد باللوم على الثقافة اليسارية التي غرقت بها المدارس بسبب الفشل، وهو موضوع ظهر مرارًا وتكرارًا في التعليقات المحافظة منذ عام 1940. قال الجنرال ماكسيم ويغان أثناء توليه السلطة في مايو 1940، «ما ندفع ثمنه هو عشرين عامًا من الأخطاء والإهمال. ومن البديهي أن نعاقب الجنرالات وليس المعلمين الذين رفضوا أن ينمووا لدى الأطفال الشعور بالوطنية والتضحية». كما ادعى أن ضباط الاحتياط الذين تخلوا عن وحداتهم كانوا نتاج «المعلمين الذين كانوا اشتراكيين وليسوا وطنيين».  شرح الدكتاتور الوطني الجديد لفيشي فرنسا، المارشال فيليب بيتان، «هزيمتنا هي عقاب على إخفاقاتنا الأخلاقية. مزاج المتعة الحسية دمر ما تراكمت روح التضحية». 

## الدراسات المبكرة

### هزيمة غريبة(1940)
كان كتاب L'Etrange Defaite temoignage ecrit en 1940 (هزيمة غريبة: A Evidence of Evidence in 1940) عبارة عن رواية كتبها مؤرخ العصور الوسطى مارك بلوخ ونشرت بعد وفاتها عام 1946. أثار بلوخ معظم القضايا التي ناقشها المؤرخون منذ ذلك الحين وألقى باللوم على القيادة الفرنسية،
الذنب كان واسع الانتشار؛ كتب كارول فينك أن بلوخ

### التفسيرات الفرنسية
كتب مارتن ألكساندر (2001) أن العديد من الكتاب الفرنسيين الأوائل تبعوا بلوش، وسألوا عن سبب قبول الشعب الفرنسي بل ورحب بهزيمة الجمهورية الثالثة. في كتاب «الهزيمة الفرنسية عام 1940: إعادة تقييم (1997)»، كتب ستانلي هوفمان، وهو فرنسي يدرس العلوم السياسية في جامعة هارفارد، أنه لم يكن هناك «متلازمة 1940».  كانت المتلازمة نظيرًا افتراضيًا لـ «متلازمة فيشي» التي وصفها هنري روسو في الثمانينيات مع «متلازمة الاستعمار» الناجمة عن تعرض الفظائع الفرنسية في الجزائر. لم يبد المؤرخون الفرنسيون اهتمامًا كبيرًا بالأحداث العسكرية من أبريل إلى يونيو 1940، حيث كانوا أكثر اهتمامًا بالعواقب، لا سيما إنشاء نظام فيشي في يوليو 1940. تم تجاهل الروايات التي تم تجاهلها عن الحملة من قبل المشاركين، والتي صورت الجنود الشجعان، الجنود الفرنسيين في حيرة ولكن التاريخ النهائي للحرب التي خاضها الرجال لم يكتب بعد. دعا ألكساندر البريطانيين والفرنسيين في عام 1940 «الدول المجاورة التي تخوض حربًا متوازية أكثر من كونها مسعى موحد»، وكتب أن العلاقة بين التاريخ الوطني كانت متشابهة، فقد نشأت الأساطير والآداب المتوازية واستمرت ستين عامًا. 

### التفسيرات الألمانية

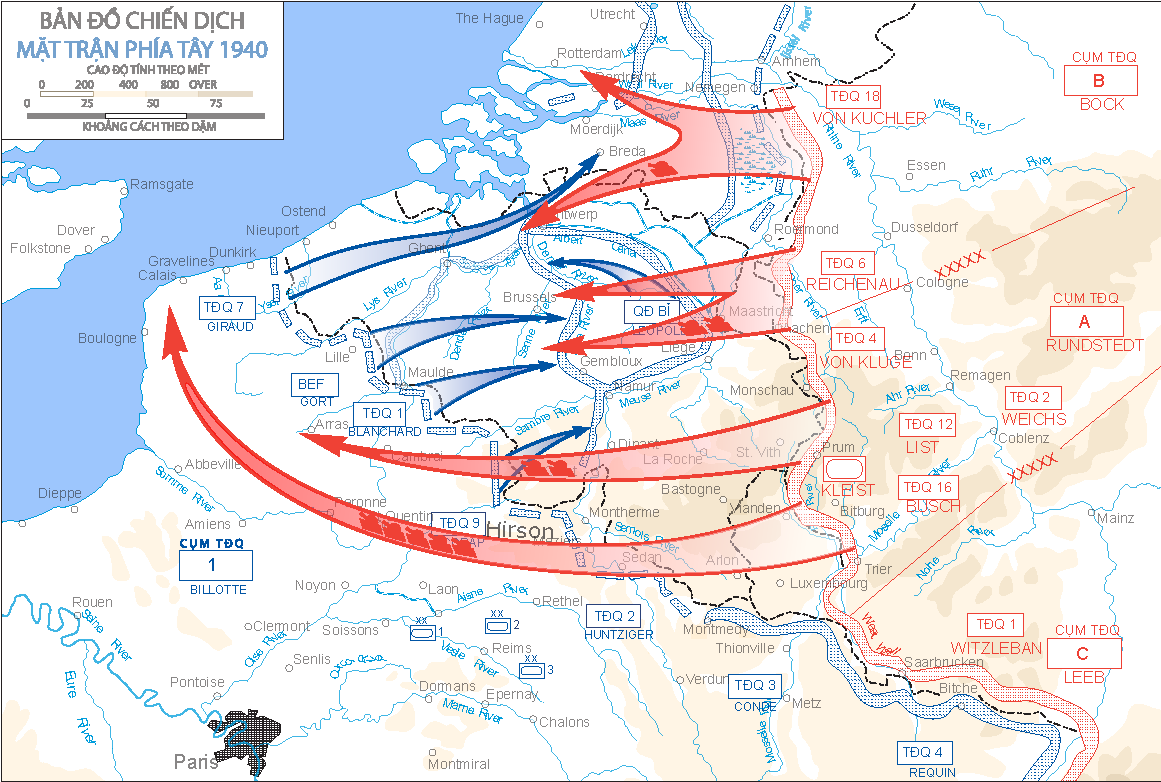
Map of Dyle Plan and Fall Gelb (Case Yellow)

كتب Mungo Melvin (2001) أن الكتابة الألمانية عن حملة 1940 سعت للحصول على إجابات لأسئلة مختلفة،
كتب ملفين أن كتابة الألمان في عام 1940 أظهرت الخوف بدلا من الثقة. دهش ضباط الجيش الألماني من سرعة النصر والانهيار الفرنسي والهروب البريطاني. في وقت لاحق كان لدى المؤرخين بعد فوات الأوان، ويمكن للكتاب البريطانيين أن يصنعوا الكثير من الدنكيرك، لكن الكتاب الألمان يرون أنه على الرغم من أنه كان خطأً تشغيليًا كبيرًا وربما إستراتيجيًا، إلا أنه لا يمكن إلقاء اللوم على فشل ألماني في تشكيل مفهوم للحرب؛ ربما لم يكن دنكرك حاسما ولكنه كان ضربة قاضية للاستراتيجية الألمانية. وصف ملفين النصر الألماني بأنه «نجاح تشغيلي مذهل»؛ كان الألمان قد استغلوا أخطاء الحلفاء وتعافوا من أخطائهم، على الرغم من التوترات في القيادة العليا الألمانية. 

## التحليلات الحديثة

### دوتي (2014)

France under German occupation: (Southern zone from November 1942 in Fall Anton). Yellow zone under فاشية إيطالية administration

اكتشف العقيد روبرت دوتي، رئيس قسم التاريخ في ويست بوينت عن جوانب عديدة من تاريخ الجيش الفرنسي في القرن العشرين. لقد كتب أن الهجوم الألماني كان معقدًا وفي بعض الأحيان فوضويًا، بدلاً من الاندفاع المدرع البسيط عبر آردين وعبر فرنسا. لقد تركت الإستراتيجية الفرنسية الحلفاء عرضة للاختراق على طول آردين وفشل الجيش بشكل كاف في الرد على الاختراق وحشد الدبابات؛ تكتيكيا الدبابات الألمانية والمشاة هزمت الدفاعات الفرنسية التي كانت نادرا هائلة. فشلت المخابرات العسكرية الفرنسية أيضًا في تحديد الهجوم الألماني الرئيسي، وحتى في صباح يوم 13 مايو، اعتقدت أن شويربونك (الجهد الرئيسي) كان في وسط بلجيكا. لقد ارتكب الفرنسيون خطأ فادحًا في التركيز على الأدلة التي تدعم افتراضاتهم بدلاً من تقييم القدرات الألمانية وإعطاء مصداقية للتقارير التي تفيد بأن الألمان لا يتفقون مع التوقعات الفرنسية. اعتمد الفرنسيون على استراتيجيتهم على نظرية المعركة المنهجية والقوة النارية ضد النظرية الألمانية للمناورة والمفاجأة والسرعة. لم تكن السلطة المركزية الفرنسية مناسبة لممارسة الهجمات المضادة المتسارعة أو المناورات الجريئة، والتي يبدو أنها تتحرك في بعض الأحيان «بحركة بطيئة». 